# Болтинский, Василий Николаевич
Васи́лий Никола́евич Болтинский (1904—1977) — советский деятель науки, академик ВАСХНИЛ, профессор, доктор технических наук. Герой Социалистического Труда (1974).

## Биография
Родился 4 января 1904 года в Астрахани в семье священнослужителя. Работать начал с 1917 года, был конторским учеником, затем стал конторщиком и счетоводом в Астраханском продовольственном комитете.
В 1922 году начал учёбу в ТСХА, окончил эту академию в 1927 году. Поступил на работу на машиноиспытательную станцию этой академии в качестве лаборанта.
С 1928 года — стажёр, затем инженер, после заместитель заведующего тракторным отделом ВНИИ сельскохозяйственного машиностроения. Участвовал в испытаниях зарубежных и отечественных тракторов. Одновременно работал ассистентом на кафедре «Тракторы» (Московский автотракторный институт).
В 1930 году начал постоянную работу в МИМЭСХе.
Перед началом Великой Отечественной войны научные труды Болтинского приобрели широкую известность, а он сам приобрёл репутацию специалиста в области тракторостроения.
В РККА с июня 1941 года. Служил в 7-м автотранспортном батальоне Юго-Западного фронта, но вскоре был отозван из регулярной армии. Далее проходил службу в Военной академии бронетанковых и механизированных войск имени Сталина, был преподавателем кафедры «Двигатели». С июня 1944 года инженер-майор Болтинский в запасе. Продолжил работу в МИМЭСХе.
Доктор технических наук с 1947 года. Профессор с 1948 года.
В 1948 году стал заведующим кафедры «Тракторы и автомобили» МИМЭСХа.
Монография Болтинского о работе тракторного двигателя при неустановившейся нагрузке была отмечена в 1952 году Сталинской премией.
В 1960-е годы возглавил работы по решению государственной проблемы — «Повышение рабочих скоростей движения машинно-тракторных агрегатов». При участии Болтинского решались и другие важные вопросы в области тракторостроения.
Принимал участие в испытаниях 25—30 моделей тракторов, для выявления лучшей из них для импорта.
Также Василию Николаевич удалось разработать предложения по совершенствованию типажа тракторов и технической политики в области тракторостроения. Активно занимался вопросами развития тракторной энергетики.
В своей педагогической деятельности Болтинский опирался на исследования своих учеников и на собственные труды. Его учебники пользовались большой популярностью, его учебник по автотракторным двигателям выдержал семь изданий в СССР, также был опубликован в других странах.
С 1968 года по 1971 год был вице-президентом ВАСХНИЛ.
Указом Президиума Верховного Совета СССР от 4 января 1974 года за большие заслуги в научно-производственной деятельности в области сельскохозяйственного машиностроения и механизации сельского хозяйства и в связи с 70-летием со дня рождения Болтинскому Василию Николаевичу присвоено звание Героя Социалистического Труда.
Скончался 2 января 1977 года. Похоронен на Кунцевском кладбище.

## Награды и почётные звания
- Герой Социалистического Труда (4.1.1974)
- Государственная премия СССР (1976) — за разработку научных основ повышения рабочих скоростей машинно-тракторных агрегатов
- Сталинская премия третьей степени (1952) — за монографию «Работа тракторного двигателя при неустановившейся нагрузке» (1949)
- три ордена Ленина
- орден Трудового Красного Знамени
- заслуженный деятель науки и техники РСФСР (1964)
- пять медалей ВСХВ и ВДНХ
- Почётный доктор Будапештского университета
- другие награды

## Память
- В Московском государственном агроинженерном университете имени В. П. Горячкина организованы «Чтения имени В. Н. Болтинского».